# Mladá Boleslav (distrito)
Mladá Boleslav é um distrito da República Checa na região de Boémia Central, com uma área de 1.058 km² com uma população de 114.325 habitantes (2002) e com uma densidade populacional de 108 hab/km².